# Mylenium Tour (tour)
Mylenium Tour è il terzo tour musicale di Mylène Farmer in supporto del suo quinto album studio Innamoramento (1999).
Il 5 dicembre 2000 viene commercializzato il corrispondente omonimo album live Mylenium Tour.

## Setlist
1. "Mylenium"
2. "L'Amour naissant"
3. "L'Âme-Stram-Gram"
4. "Beyond My Control" (al posto di "Je t'aime mélancolie" in Russia)
5. "Rêver"
6. "Il n'y a pas d'ailleurs" (al posto di "Que mon cœur lâche" in Russia)
7. "Mylène Is Calling"
8. "Optimistique-moi"
9. "Medley" ("Pourvu qu'elles soient douces" / "Libertine" / "Maman a tort" / "Sans contrefaçon")
10. "Regrets"
11. "Désenchantée"
12. "Méfie-toi"
13. "Dessine-moi un mouton"
14. "California"
15. "Pas le temps de vivre"
16. "Je te rends ton amour"
17. "Souviens-toi du jour"
18. "Dernier Sourire"
19. "Innamoramento"
20. "Mylenium"

## Date del Tour
In totale 42 date in Europa, dal 21 settembre 1999 al'8 marzo 2000, in quattro paesi: 33 in Francia, 4 in Belgio, 3 in Russia e 2 in Svizzera.
| 1º tratto (Autunno 1999) |                 |          |                                  |
| 21 settembre 1999        | Marsiglia       | Francia  | Le Dôme de Marseille             |
| 24 settembre 1999        | Parigi          | Francia  | Palais omnisports de Paris-Bercy |
| 25 settembre 1999        | Parigi          | Francia  | Palais omnisports de Paris-Bercy |
| 26 settembre 1999        | Parigi          | Francia  | Palais omnisports de Paris-Bercy |
| 29 settembre 1999        | Parigi          | Francia  | Palais omnisports de Paris-Bercy |
| 6 ottobre 1999           | Lilla           | Francia  | Le Zénith                        |
| 7 ottobre 1999           | Bruxelles       | Belgio   | Forest National                  |
| 8 ottobre 1999           | Bruxelles       | Belgio   | Forest National                  |
| 9 ottobre 1999           | Bruxelles       | Belgio   | Forest National                  |
| 17 novembre 1999         | Lilla           | Francia  | Zénith                           |
| 19 novembre 1999         | Lione           | Francia  | Palais des Sports de Gerland     |
| 20 novembre 1999         | Lione           | Francia  | Palais des Sports de Gerland     |
| 21 novembre 1999         | Lione           | Francia  | Palais des Sports de Gerland     |
| 24 novembre 1999         | Orléans         | Francia  | Le Zénith                        |
| 25 novembre 1999         | Caen            | Francia  | Le Zénith                        |
| 26 novembre 1999         | Angers          | Francia  | Amphithéa                        |
| 27 novembre 1999         | Le Mans         | Francia  | Antarès                          |
| 1º dicembre 1999         | Tolosa          | Francia  | Le Zénith                        |
| 2 dicembre 1999          | Pau             | Francia  | Le Zénith                        |
| 3 dicembre 1999          | Bordeaux        | Francia  | Patinoire Mériadeck              |
| 4 dicembre 1999          | Bordeaux        | Francia  | Patinoire Mériadeck              |
| 5 dicembre 1999          | Montpellier     | Francia  | Le Zénith                        |
| 7 dicembre 1999          | Tolone          | Francia  | Le Zénith                        |
| 8 dicembre 1999          | Marsiglia       | Francia  | Le Dôme                          |
| 9 dicembre 1999          | Ginevra         | Svizzera | SEG Geneva Arena                 |
| 10 dicembre 1999         | Amnéville       | Francia  | Galaxie Amneville                |
| 13 dicembre 1999         | Parigi          | Francia  | Palais omnisports de Paris-Bercy |
| 2º tratto (Inverno 2000) |                 |          |                                  |
| 8 febbraio 2000          | Lilla           | Francia  | Zénith                           |
| 9 febbraio 2000          | Bruxelles       | Belgio   | Forest National                  |
| 11 febbraio 2000         | Losanna         | Svizzera | CIG de Malley                    |
| 12 febbraio 2000         | Lione           | Francia  | Palais des Sports                |
| 13 febbraio 2000         | Lione           | Francia  | Palais des Sports                |
| 15 febbraio 2000         | Amnéville       | Francia  | Galaxie Amneville                |
| 17 febbraio 2000         | Grenoble        | Francia  | Summum                           |
| 18 febbraio 2000         | Tolosa          | Francia  | Zénith                           |
| 19 febbraio 2000         | Bordeaux        | Francia  | Patinoire Mériadeck              |
| 22, febbraio 2000        | Brest           | Francia  | Parc Penfeld                     |
| 23 febbraio 2000         | Caen            | Francia  | Zénith                           |
| 25 febbraio 2000         | Douai           | Francia  | Gayant Expo                      |
| 26 febbraio 2000         | Orléans         | Francia  | Zénith                           |
| 4 marzo 2000             | Mosca           | Russia   | Olympiski                        |
| 5 marzo 2000             | Mosca           | Russia   | Olympiski                        |
| 8 marzo 2000             | San Pietroburgo | Russia   | SKK Arena                        |

## Crediti e personale
- Produzione: Tuxedo Tour
- Edizioni: Requiem Publishing
- Concezione dello spettacolo: Mylène Farmer
- Set designer: Guy-Claude François
- Costumi disegnati da: Dominique Borg
- Make-up & capigliature: Pierre Vinuesa
- Concezione delle luci: Fred Peveri
- Suoni: Laurent Buisson
- Ingegnere del suono: Thierry Rogen
- Direttore della produzione: Paul Van Parys
- Direzione musicale: Yvan Cassar

- Musicisti: Yvan Cassar, Eric Chevalier (tastiere), Jeff Dahlgren, Brian Ray (chitarra), Jerry Watts Jr (basso), Abraham Laboriel Jr (batterie)
- Coriste: Johana Manchec-Ferdinand, Esther Dobong' Na Essienne
- Coreografie: Mylène Farmer ("L'Âme-Stram-Gram", "Optimistique-moi", "Désenchantée", "Souviens-toi du jour"); Christophe Danchaud ("Méfie-toi", "Dessine-moi un mouton") ; Mylène Farmer e Christophe Danchaud ("Pourvu qu'elles soient douces").
- Management: Thierry Suc
- Ballerini: Christophe Danchaud, Valérie Bony, Augustin Madrid Ocampo Jr, Midori Anami, Lysander O. Abadia, Andrew Cheng, Richard Patten, Corey Smith
- Sponsors: NRJ, TF1, Coca-Cola
- Foto: Claude Gassian
- Design: Henry Neu / Com' N.B